# جین دی لئون
جین دی لئون (انگلیسی: Jane de Leon؛ زادهٔ ۲۲ نوامبر ۱۹۹۸) بازیگر فیلیپینی است. وی از سال ۲۰۱۳ میلادی تاکنون مشغول فعالیت بوده است.